# Behelfspersonenwagen

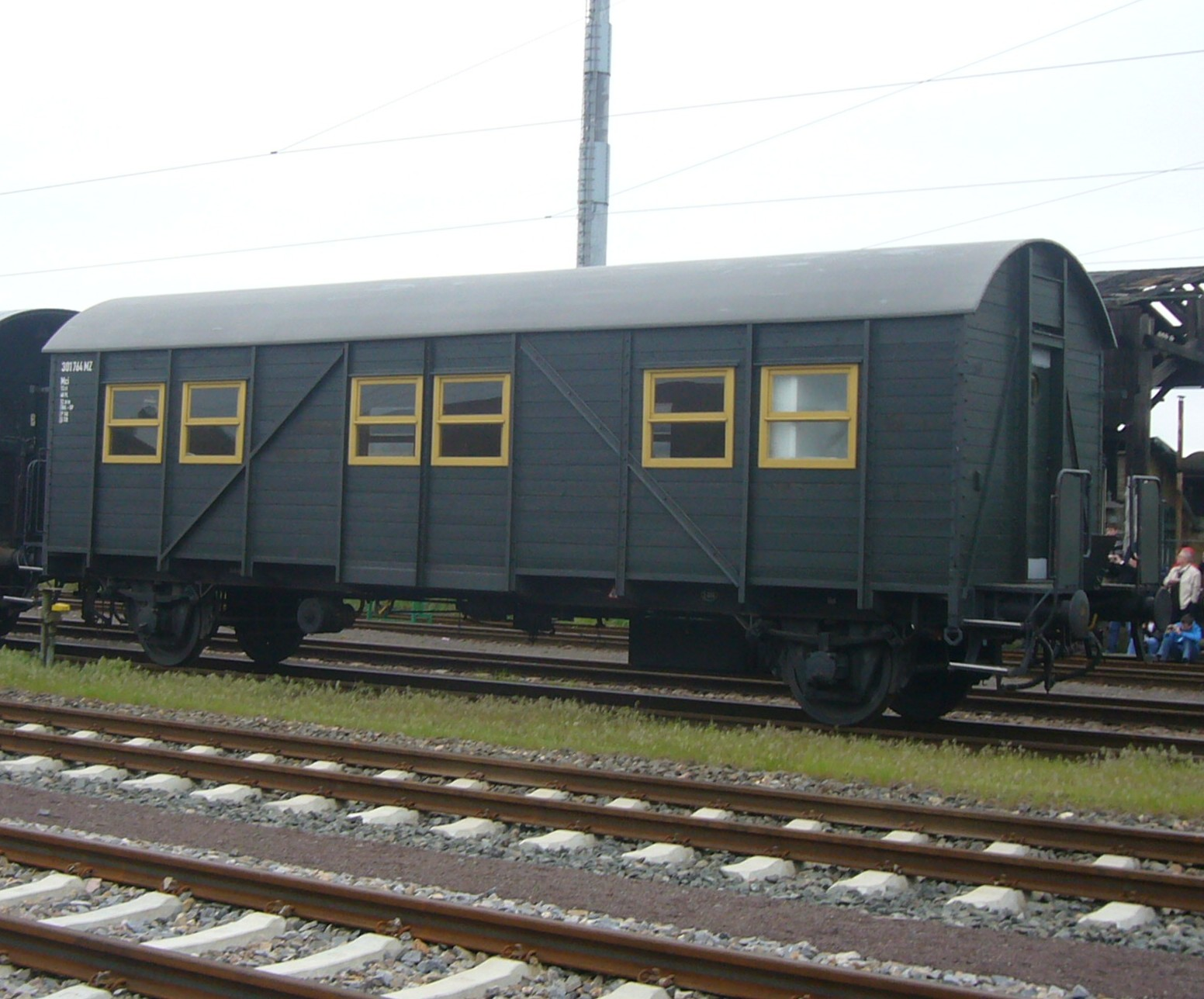
Behelfspersonenwagen der Bauart MCi im Eisenbahnmuseum Darmstadt-Kranichstein

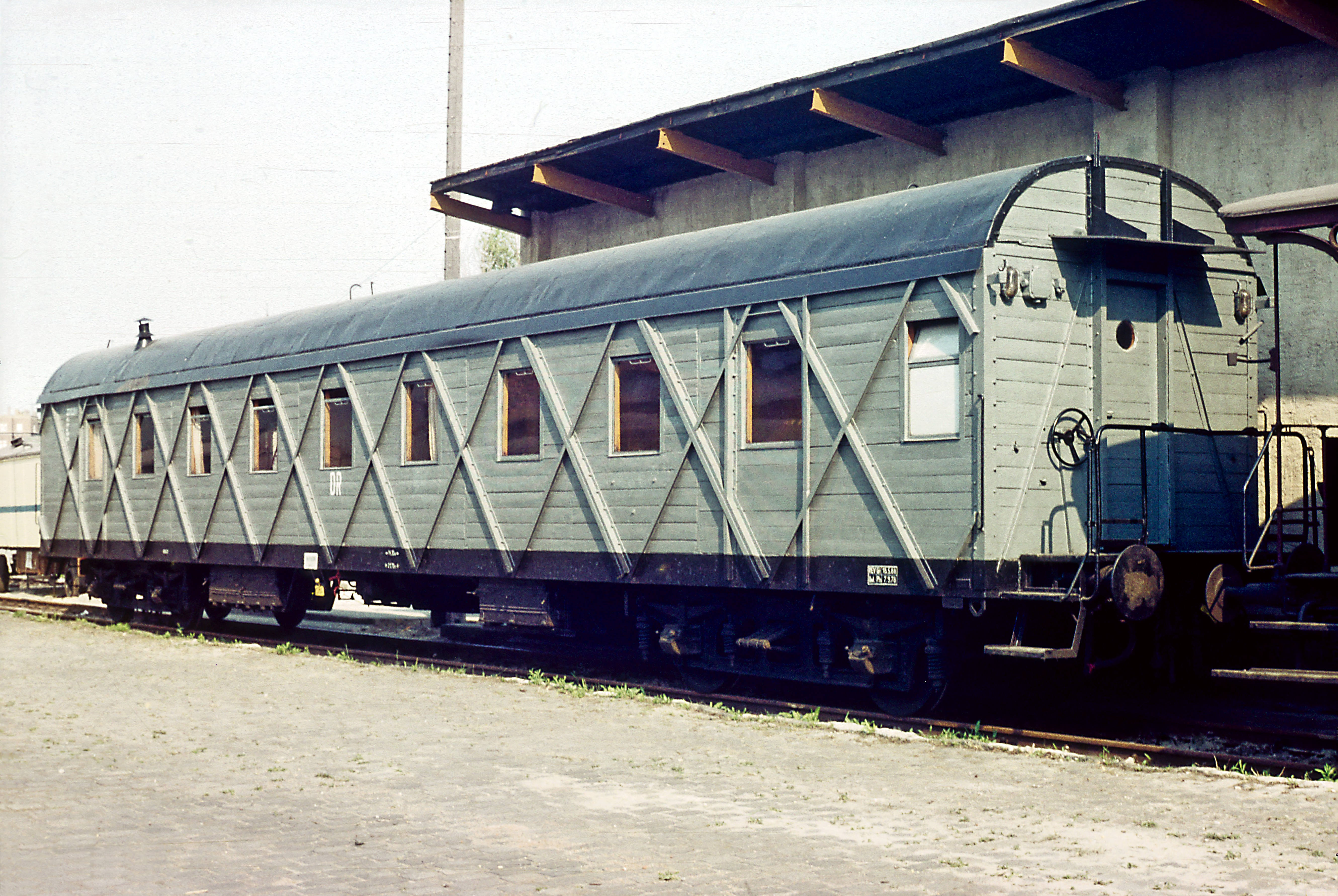
Behelfsschnellzugwagen der Bauart MC4i-44

Behelfspersonenwagen sind stark vereinfachte Personenwagen der Bahn. Derartige Fahrzeuge kamen in beiden Weltkriegen zum Einsatz.

## Erster Weltkrieg
Bereits in der ersten Hälfte des Ersten Weltkriegs wurden Güterwagen für den Personentransport ausgerüstet. Sie wurden in erster Linie für militärische Transporte eingesetzt. Mit dem Andauern des Krieges nahm auch der Mangel an Güterwagen zu. Deshalb wurde angeordnet, die Zusatzausrüstung zu beseitigen und die Wagen dem Güterverkehr wieder zur Verfügung zu stellen.

## Zweiter Weltkrieg
Im Zweiten Weltkrieg wurden solche Fahrzeug von der Deutschen Reichsbahn aufgrund von Personenwagenmangel entwickelt und in großen Stückzahlen gebaut. Neben der auf der Konstruktion des Güterwagens der  Wagengattung Glmhs  Leipzig aufbauenden Standardausführung MCi-43 wurden auch zerstörte Reisezugwagen mit noch nutzbarem Fahrgestell neu aufgebaut, sodass Wagen mit verschiedenen Achsständen zwischen 7,5 und 8 Metern, einige mit dreiachsigen Fahrgestellen und Varianten mit Zugang durch Seitentüren anstelle einer stirnseitigen Einstiegsplattform existierten. Daneben wurden ab 1944 auf den Fahrgestellen beschädigter Schnellzugwagen auch 63 Exemplare der Baureihe MC4i-44 (im Volksmund Landserschlafwagen) als vierachsige Drehgestellwagen gebaut.
Auch nach Kriegsende wurden weitere Behelfspersonenwagen gebaut und blieben im Nebenbahn-Personenverkehr bis in die 1960er (DB) und 1970er (DR) Jahre im Einsatz. Später wurden einige als Bahndienstwagen eingesetzt, die DB ließ 1957 vierachsige Gepäck- und Expreßgutwagen aus je zwei Behelfspersonenwagen der Gattung MBi-43 bauen.
Die Behelfspersonenwagen waren die letzten neu gebauten zweiachsigen Reisezugwagen in Deutschland. Dass noch Zweiachser gebaut wurden, obwohl sie den Anforderungen des modernen Nahverkehrs oft schon nicht mehr genügten, war auf die Kriegswirtschaft zurückzuführen. Bis auf die Beiwagen der Schienenbusse wurden danach nur noch Zweiachser mit neuem Wagenkasten rekonstruiert (Reko-Wagen), teilweise auch in Dreiachser umgebaut (Umbauwagen).
Mehrere dieser robusten Fahrzeuge wurden von Museumsbahnen übernommen. Ein Teil dieser Wagen wurde aufgearbeitet und wird teilweise in Museumszügen eingesetzt.